# Dries Van Langenhove
Dries Van Langenhove (Dendermonde, 11 mei 1993) is een Belgisch activist en voormalig politicus. Hij richtte de radicaal-rechtse jongerenbeweging Schild & Vrienden op, waarover in september 2018 een Pano-uitzending werd uitgezonden. Van 2019 tot 2023 zetelde hij als onafhankelijke in de Vlaams Belang-fractie in de Kamer van volksvertegenwoordigers.

## Levensloop
Van Langenhove is afkomstig uit het Vlaams-Brabantse Opwijk. Hij volgde een opleiding als politicoloog en loodgieter en werd student rechten aan de Universiteit Gent.

## Schild & Vrienden
Begin 2017 richtte Van Langenhove een Facebookgroep op waar internetmemes en andere inhoud werden gedeeld, en die snel groeide en vooral rekruteerde in het bredere netwerk rond het conservatieve Katholiek Vlaams Hoogstudentenverbond (KVHV). Enkele jaren eerder, in 2013, nam Dries Van Langenhove in een afvaardiging van KVHV Gent deel aan een seminarie van de ultraconservatieve katholieke organisatie Tradition, Family, Property (TFP) in het kasteel van Niepołomice in Polen.
Toen op 2 mei 2017 een lezing van staatssecretaris Theo Francken aan de Vrije Universiteit Brussel niet kon doorgaan vanwege een studentenbetoging, mobiliseerde Van Langenhove medestanders uit de internetgroep om verdere evenementen van Francken "in goede banen te leiden". Tot augustus 2017 schreef hij op de conservatieve website SCEPTR over migratie & integratie. In maart 2018 kreeg Schild & Vrienden media-aandacht na het neerhalen van een vlag van een Europese betoging voor een humaner vluchtelingenbeleid aan het Gravensteen in Gent.

### Pano-reportage
In 2018 volgde VRT-journalist Tim Verheyden Schild & Vrienden zes maanden en bracht hiervan verslag in het tv-programma Pano. Hij had toegang tot geheime Facebook- en Discord-groepen, waar seksistische, racistische, antisemitische en gewelddadige inhoud werd gedeeld. Een van de internetmemes beeldde bijvoorbeeld een lachende Adolf Hitler af met daarbij de tekst "You can’t be racist if there’s only one race". Van Langenhove ontkende betrokkenheid, maar Verheyden weerlegde dit door te stellen dat het account van Van Langenhove informatie deelde die alleen aan hem bekend kon zijn. Naar aanleiding van de reportage werd ook een tuchtprocedure gestart door de Universiteit Gent, die hem op 6 september schorste als studentenvertegenwoordiger in de raad van bestuur van de universiteit en hem de toegang tot universitaire gebouwen ontzegde. In kort geding werd een beperkte toegang tot de bibliotheek toegezegd, zodat hij zijn eindwerk kon afmaken. Van Langenhove maakte zijn masteropleiding echter niet af.

### Gerechtelijk onderzoek
Naar aanleiding van de uitzending van de Pano-reportage op 5 september 2018 startte het parket van Oost-Vlaanderen een dag later een gerechtelijk onderzoek tegen Schild & Vrienden en Dries Van Langenhove en werden huiszoekingen verricht. Hierdoor werd Van Langenhove impliciet in verdenking gesteld van inbreuken op onder meer de Antiracismewet, de Negationismewet en de wapenwetgeving.
In het kader van dit onderzoek werd hij op 17 juni 2019 opgepakt voor verhoor. Van Langenhove ontkende de beschuldigingen. Na een hele dag ondervraging werd hij vrijgelaten onder voorwaarden. Zo mocht hij niet communiceren over het lopende onderzoek en moest hij een begeleid bezoek brengen aan de Kazerne Dossin.
Op 25 november 2020 werd het gerechtelijk onderzoek door onderzoeksrechter Annemie Serlippens afgesloten en meegedeeld aan het parket. Het parket vroeg daarop aan de raadkamer de verwijzing Van Langenhove naar de correctionele rechtbank. Nadat Van Langenhove twee dagen eerder een wrakingsverzoek tegen haar had ingediend wegens (vermeende) partijdigheid, trok onderzoeksrechter Serlippens zich op 10 maart 2021 terug uit het gerechtelijk onderzoek. Serlippens had op Twitter onder meer het gedicht 'Van Theo's en Driezen' geliket waarin het taalgebruik van Van Langenhove en Theo Francken werden omschreven als "ranzig" en "fascistisch". Op verzoek van het parket-generaal van Gent en na advies van de Commissie Vervolgingen besliste de plenaire vergadering van de Kamer van volksvertegenwoordigers op 18 maart 2021 om Van Langenhovens parlementaire onschendbaarheid op te heffen. Het verzoek van Van Langenhove een maand later om bijkomende onderzoekshandelingen te stellen werd door zowel de nieuwe onderzoeksrechter als door de Kamer van inbeschuldigingstelling (KI) in beroep afgewezen. In het kader van een controle van de regelmatigheid van de rechtspleging gaat de Gentse KI wel na of het onderzoek door onderzoeksrechter Serlippens objectief gevoerd werd, wat door Dries Van Langenhove betwist wordt. Op 23 september 2021 vroeg zijn advocaat Hans Rieder om bepaalde onderzoekshandelingen nietig te verklaren, waardoor die uit het dossier zouden moeten worden verwijderd.

### Uitspraak
Op 12 maart 2024 werd Van Langenhove veroordeeld tot één jaar effectieve gevangenisstraf voor inbreuken op de racisme- en discriminatiewetgeving en tien maanden gevangenisstraf met uitstel voor illegaal wapenbezit. Ook kreeg hij effectieve geldboetes van 16.000 euro en 8.000 euro. Daarbovenop werd hij voor tien jaar uit zijn politieke rechten ontzet. Aangezien Van Langenhove beroep zal aantekenen, wordt het vonnis van de strafrechter opgeschort in afwachting van het proces in beroep. De zes andere beklaagden in het proces werden ook over de hele lijn schuldig bevonden.
Op 20 juni 2025 heeft het Hof van Beroep van Gent het oordeel van de rechtbank van eerste aanleg in maart grotendeels bevestigd. Dries Van Langenhove is opnieuw veroordeeld voor racisme en negationisme. Wel moet Van Langenhove niet naar de cel. Hij krijgt uitstel van de gevangenisstraf voor een proefperiode van drie jaar en moet een geldboete van 1.600 euro betalen. Ook wordt hij niet uit zijn burgerrechten ontzet. De rechter in beroep beargumenteerde de lagere strafmaat met de zogeheten redelijke termijn die "tot op zekere hoogte" overschreden was.

## Politieke carrière
Samen met rechtse en extreemrechtse organisaties zoals Vlaams Belang Jongeren, Voorpost, KVHV Antwerpen, Nationalistische Studentenvereniging en Schild & Vrienden organiseerden Van Langenhove en Filip Brusselmans de 'Mars tegen Marrakesh', een betoging in Brussel op 16 december 2018 tegen het VN-Migratiepact. Op 9 januari 2019 maakte Van Langenhove samen met Vlaams Belang-voorzitter Tom Van Grieken bekend dat hij, als onafhankelijke, lijsttrekker wordt in de kieskring Vlaams-Brabant bij de federale verkiezingen op 26 mei 2019. Hij werd verkozen in de Kamer van volksvertegenwoordigers met 39.295 voorkeurstemmen.
Eind mei 2020 werd Van Langenhove betrapt op een coronafeestje in Gent, hoewel bijeenkomsten ingevolge de toen geldende coronamaatregelen verboden waren. Volgens Van Langenhove ging het echter om een rustige, weliswaar verboden barbecue in open lucht. Hij betaalde de boete van 250 euro onmiddellijk en zonder protest.
In februari 2021 deed hij in Frankrijk mee aan een betoging om steun te betuigen aan de identitaire beweging Génération Identitaire, die dreigde ontbonden te worden. Volgens Van Langenhove zou dat een inbreuk op de vrije meningsuiting zijn. Omdat reizen naar het buitenland op dat moment, vanwege de coronacrisis, enkel toegestaan was voor essentiële reizen, werd zijn aanwezigheid bekritiseerd. Van Langenhove en Vlaams Belang beweerden dat dit wel degelijk om een essentiële verplaatsing ging en dat hij beschikte over de benodigde documenten. Het parket opende een onderzoek maar klasseerde de zaak zonder gevolg wegens onvoldoende bewijzen van een misdrijf.
Op zaterdag 4 februari 2023 kondigde Dries Van Langenhove op een persconferentie, samen met Vlaams Belang-voorzitter Tom Van Grieken, zijn ontslag aan als Kamerlid. Hij vond dat zijn parlementair werk weinig politieke impact maakte en ging zich meer toeleggen op zijn metapolitiek activisme en zijn eigen mediakanaal, waarmee hij naar eigen zeggen het grootste verschil kon maken voor de Vlamingen. Wel bleef hij Vlaams Belang steunen en het gedachtegoed van de partij uitdragen.

## Politiek activisme

### Mediakanaal
Als volksvertegenwoordiger was Van Langenhove erg actief op sociale media. Midden april 2021 startte hij zijn eigen YouTubekanaal genaamd 'Kies Dries', met filmpjes waarin hij zijn kijk op de actualiteit geeft. Hij wil hiermee naar eigen zeggen een tegenstem bieden voor de traditionele media, die volgens hem een verlengstuk zijn van het "politieke establishment".
Naar aanleiding van een video waarin Van Langenhove de pridevlag "een pedofielenvlag" noemde, werd er door Unia en andere organisaties een klacht ingediend bij het parket.